# ایمان راد
ایمان راد (زادهٔ ۱۳۵۸ خورشیدی در مشهد) طراح گرافیک ایرانی است.
ایمان راد متولد ۱۳۵۸ مشهد است.
او در سال ۱۳۸۲ به تهران مهاجرت کرد و استودیوی شخصی‌اش را در آنجا راه انداخت و از همان زمان با نشریات دانشجویی گوناگون همکاری و جوایز متعددی را از جشنواره‌های دانشجویی دریافت کرد.
این هنرمند طی مدت زمانی طولانی و به جهت ارادت خاصی که به رضا عابدینی داشته و دارد مسیر تهران-مشهد را برای ملاقات با وی و شرکت در کلاس‌های استاد می‌پیموده‌است.
مطالعه بر روی فرهنگ و هنر سنتی ایران در کارنامهٔ هنری‌اش به چشم می‌خورد.
او با اعتقاد به ظرفیت‌های فرهنگ بومی، رجوع به گذشته را همچون آفرینش هنری می‌داند.
دریافت جایزهٔ اول سه‌سالانهٔ پوستر ترناوا اسلواکی در سال ۱۳۸۸، جایزهٔ ویژه انجمن صنفی طراحان گرافیک ایران از نهمین دوسالانهٔ بین‌المللی پوستر تهران در سال ۱۳۸۶، جایزهٔ طراح برگزیدهٔ انجمن طراحان گرافیک ایران در مسابقه پوستر بانک و محیط زیست در سال ۱۳۸۳، تندیس ویژه از پنجمین دوسالانهٔ بین‌المللی کاریکاتور تهران در سال ۱۳۸۰ و... از دیگر موفقیت‌های وی محسوب می‌شود.
راد، نمایشگاه‌های بسیاری از آثارش در داخل و خارج از کشور برپا کرده‌است.
او همچنین داوری و مدیر برنامه‌ریزی چندین نمایشگاه و دوسالانهٔ گرافیک را برعهده داشته‌است.
مدیر هنری و طراح گرافیک تعدادی از مجلات کشور از جمله «قلم»، «آینه»، نیز از دیگر کارهای او هستند.

## پی‌نوشت
1. 1 2 3 4 5 6 7 8 9  زندگینامه: ایمان راد (۱۳۵۸-)..